# Surazomus nara
Espèce
Surazomus nara est une espèce de schizomides de la famille des Hubbardiidae.

## Distribution
Cette espèce est endémique du Costa Rica. Elle se rencontre sur le Cerro Nara.

## Description
Le mâle holotype mesure 2,95 mm et la femelle paratype 3,70 mm.

## Étymologie
Son nom d'espèce lui a été donné en référence au lieu de sa découverte, le Cerro Nara.

## Publication originale
- Armas & Víquez, 2011 : Dos nuevas especies de Surazomus Reddell & Cokendolpher, 1995 (Schizomida: Hubbardiidae) de Costa Rica. Boletin de la Sociedad Entomológica Aragonesa, vol. 48, p. 77-86 (texte intégral).